# 안골포중학교
안골포중학교(安骨浦中學校)는 대한민국 경상남도 창원시 진해구 청안동에 있는 공립 중학교이다.

## 학교 연혁
- 1997년 4월 21일 : 안골포중학교 24학급 설립 인가
- 2003년 3월 1일 : 안골포중학교 개교(4학급)
- 2007년 3월 1일 : 교육과학기술부지정 학교상담망구축 정책 연구학교 운영(2007~2008, 2년)
- 2010년 3월 1일 : 경상남도교육청지정 교과교실제(C형) 정책 연구학교 지정(2010~2012, 3년)
- 2010년 3월 1일 : 경상남도교육청지정 자율학교 운영(2010~2012, 3년)
- 2011년 3월 1일 : 창의 인성 모델학교 운영(2011~2012, 3년)
- 2018년 3월 1일 : 교육부 요청 통합교육 연구학교 운영(2018~2019, 2년)
- 2019년 3월 1일 : 경상남도교육청지정 자율학교 운영(2019~2021, 3년)
- 2022년 3월 1일 : 제8대 성영자 교장 취임
- 2023년 1월 11일 : 제18회 졸업식(남 119명, 여 91명 계 210명, 졸업생 총수 4,110명)
- 2023년 3월 2일 : 제21회 입학식(남 117명, 여 87명 계 204명)

## 참고 자료
- 안골포중학교 - 한국교육학술정보원 학교알리미